# Carlo Canera di Salasco (1823-1891)
Carlo Canera di Salasco (Torino, 1º luglio 1823 – Torino, 8 agosto 1891) è stato un generale italiano, che combatte durante la Prima guerra d'indipendenza, la Guerra di Crimea, la Seconda e la Terza guerra d'indipendenza. Si distinse particolarmente nella terza, durante la quale fu decorato con la Medaglia d'argento al valor militare.

## Biografia
Nacque a Torino il 1º luglio 1823. Dopo aver prestato servizio a Corte come paggio d’onore del re Carlo Alberto frequentò la Regia Accademia Militare di Torino, da cui uscì per essere assegnato all’arma di Cavalleria.

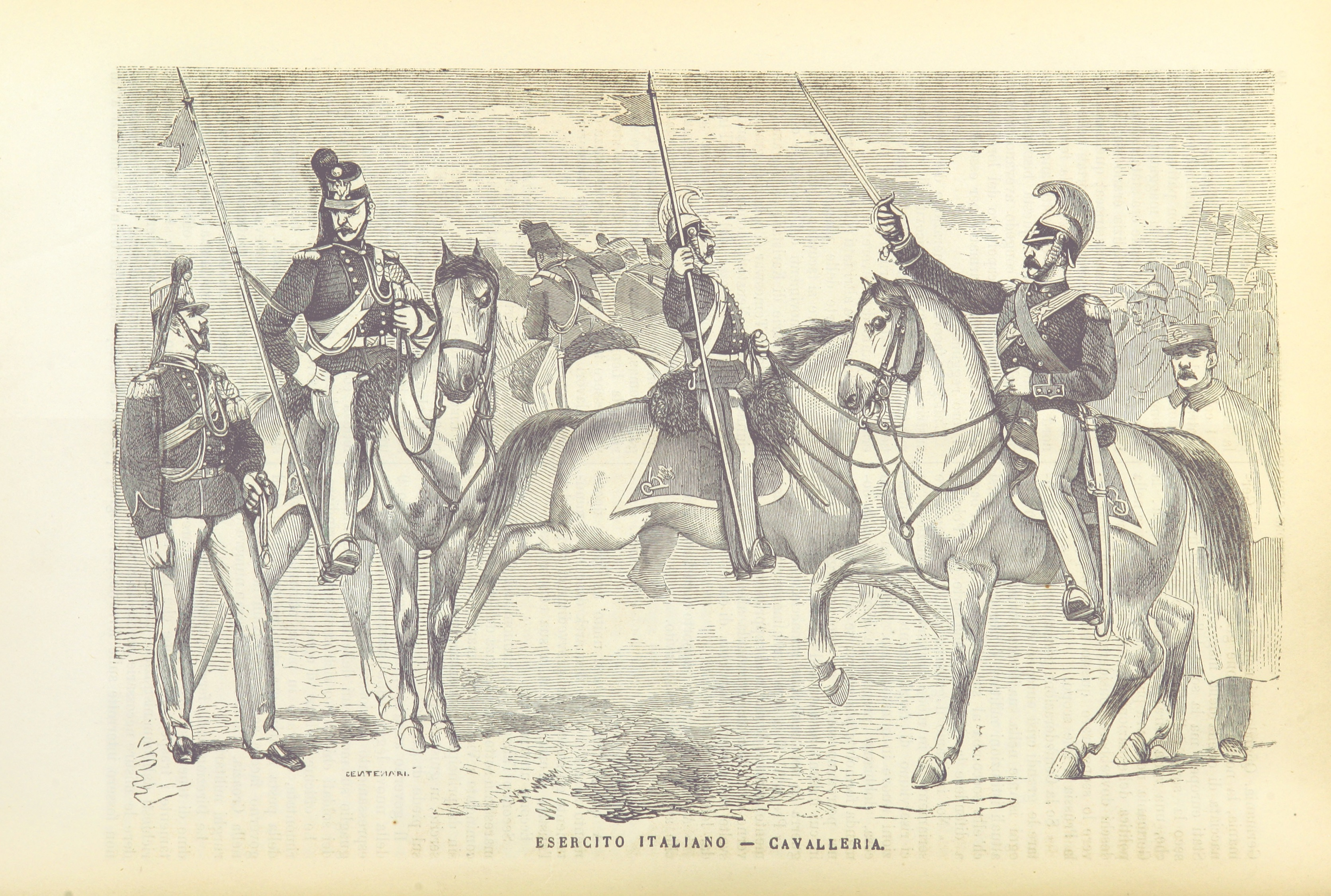
Cavalleria italiana durante la Terza guerra d'indipendenza.

La sua prima destinazione fu il Reggimento "Novara Cavalleria", venendo promosso al grado di sottotenente nel 1842. Prestò servizio nel corso della Prima guerra d'indipendenza distinguendosi, in particolare, nella battaglia di Santa Lucia del 6 maggio 1848. L'anno successivo partecipò alla breve campagna militare terminata con la sconfitta di Novara. Durante la guerra di Crimea del 1855 ricoprì l’incarico di Regio Commissario presso il Quartier generale dell’esercito francese; e per i servizi resi ricoprendo tale incarico fu insignito dall’Impero ottomano con l'Ordine di Mejīdiyye, e dall'Imperatore Napoleone III della Croce di Cavaliere della Legione d'onore. Come capitano di cavalleria partecipò alla Seconda guerra d'indipendenza del 1859 e successivamente, nominato tenente colonnello, assunse il comando del 11º Reggimento "Lancieri di Foggia" con cui prese parte alla terza guerra d'indipendenza del 1866. Si distinse nella battaglia di Custoza e nel successivo combattimento di Gazoldo degli Ippoliti (30 giugno) per cui fu decorato con la Medaglia d’argento al valor militare per le azioni di ricognizione svolte dal suo reggimento ricognizioni del reggimento da lui comandato. Promosso maggior generale nel 1873 viene nominato comandante della 1ª Brigata di fanteria di stanza a Padova. Nel 1875 assume dapprima il comando della 6ª Brigata di cavalleria, passando in seguito a ricoprire l’incarico di giudice presso il Tribunale supremo di Guerra e Marina nel corso del 1877. Promosso tenente generale nel 1881, assume il comando della Divisione di Salerno e, nel 1886, viene collocato in posizione ausiliaria dietro sua richiesta. Tra i primi cremazionisti torinesi di religione cattolica, muore a Torino l’8 agosto 1891, all’età di 68 anni. La sua salma è cremata il 10 agosto e le ceneri deposte presso il Tempio Crematorio del Cimitero monumentale di Torino.

### Annotazioni
1. ↑  Il Reggimento "Lancieri di Foggia" faceva parte della brigata di cavalleria al comando del maggiore generale conte Enrico Beraduo di Pralormo, assegnata al III Corpo d'armata del tenente generale Enrico Morozzo della Rocca.
2. ↑  Per quella stessa azione il capitano Luigi Mussi fu decorato con la Croce di Cavaliere dell'Ordine militare di Savoia.

### Fonti
1. 1 2 3 4 5 6  Pellegrini 1901, p. 11.
2. ↑  Pellegrini 1901, p. 9.
3. 1 2  Pellegrini 1901, p. 40.
4. ↑  Gazzetta Ufficiale del Regno d’Italia n.125, 25 maggio 1880, pag.2172.
5. ↑  Pellegrini 1901, p. 93.
6. ↑  Pellegrini 1901, p. 12.
7. ↑  Pellegrini 1901, p. 87.